# Ruth Bleier
Ruth Harriet Bleier (New Kensington, Pensilvania, 17 de noviembre de 1923–1988) fue una neurofisióloga, docente y activista estadounidense.
Fue una de las primeras académicas femeninas en investigar cómo los sesgos de género tienen formas biológicas. Su carrera consistió en combinar sus intereses académicos con el compromiso con la justicia social para las mujeres y la clase baja.

## Biografía
Bleier nació en New Kensington, Pensilvania, el 17 de noviembre de 1923. Estudió y obtuvo su bachillerato en el Goucher Collegue, y seguidamente paso a estudiar el doctorado en medicina del Woman's Medical College of Pennsylvania en 1949.
Contrajo matrimonio con León Eisenberg y tuvieron dos hijos. Establecieron una clínica médica para la empobrecida población de Baltimore.